# Bent Sørensen (dokumentarfilm)
 For alternative betydninger, se Bent Sørensen. (Se også artikler, som begynder med Bent Sørensen)
Bent Sørensen er en dansk portrætfilm fra 1965 instrueret af Kristian Begtorp.

## Handling
Billedhugger Bent Sørensen (1923-2008) ses ved esse, ambolt og svejseapparaterne i atelieret, hvor bl.a. den store jernskulptur Flyvhest bliver til.